# Lutte gréco-romaine aux Jeux olympiques d'été de 2012 - Moins de 66 kg hommes
Navigation
Pékin 2008
L'épreuve des moins de 66 kg hommes en lutte gréco-romaine des Jeux olympiques d'été de 2012 a eu lieu le 7 août dans le ExCeL London de Londres.

## Médaillés
| Or                  | Argent              | Bronze                                       |
| Kim Hyeon-Woo (KOR) | Tamás Lőrincz (HUN) | Manuchar Tskhadaia (GEO) Steeve Guénot (FRA) |

## Format de la compétition
Cette compétition de lutte gréco-romaine est un tournoi à élimination directe avec un repêchage qui est utilisé pour déterminer les vainqueurs des deux médailles de bronze. Les deux finalistes s'affrontent pour les médailles d'or et d'argent. Chaque lutteur qui perd face à l'un des deux finalistes vont en repêchage qui aboutit à deux combats pour la médaille de bronze qui comprend les perdants des demi-finales et les vainqueurs des repêchages dans leur moitié de tableau.
Chaque combat est composé de trois rounds de deux minutes chacune. Le lutteur qui marque le plus de points dans chaque round est le gagnant de ces rounds et le combat se termine quand l'un des lutteurs gagne deux rounds (et donc le combat).

## Qualification
Les lutteurs de cette épreuve se sont qualifiés soit via les Championnats du monde de lutte 2011 soit via différents tournois de qualifications mondiaux ou continentaux en mars-avril 2012.

## Calendrier
| Date        | Heure   | Épreuve                                      |
| ----------- | ------- | -------------------------------------------- |
| 7 août 2012 | 13 h 00 | Qualifications                               |
| 7 août 2012 | 13 h 30 | 8e de finale                                 |
| 7 août 2012 | 14 h 30 | Quarts de finale                             |
| 7 août 2012 | 15 h 00 | Demi-finale                                  |
| 7 août 2012 | 17 h 45 | Repêchages Finale pour la médaille de bronze |
| 7 août 2012 | 19 h 03 | Finale                                       |

## Résultats
Légende
- T — Remporté par tombé

### Finale
|  |                            |  |   |   |  |
|  | Finale                     |  |   |   |  |
|  |                            |  |   |   |  |
|  |                            |  |   |   |  |
|  | Tamás Lőrincz Hongrie      |  | 0 | 0 |  |
|  | Tamás Lőrincz Hongrie      |  | 0 | 0 |  |
|  | Kim Hyeon-Woo Corée du Sud |  | 1 | 2 |  |

### Haut de tableau
|  | Qualifications | Qualifications | Qualifications | Qualifications | Qualifications |  |  | 8e de finale               | 8e de finale               | 8e de finale               | 8e de finale | 8e de finale |   |                            | Quarts de finale           | Quarts de finale      | Quarts de finale | Quarts de finale | Quarts de finale |  |  | Demi-finale | Demi-finale | Demi-finale | Demi-finale | Demi-finale |
|  |                |                |                |                |                |  |  |                            |                            |                            |              |              |   |                            |                            |                       |                  |                  |                  |  |  |             |             |             |             |             |
|  |                |                |                |                |                |  |  |                            |                            |                            |              |              |   |                            |                            |                       |                  |                  |                  |  |  |             |             |             |             |             |
|  |                |                |                |                |                |  |  | Justin Lester États-Unis   | Justin Lester États-Unis   | 3                          | 3            |              |   |                            |                            |                       |                  |                  |                  |  |  |             |             |             |             |             |
|  |                |                |                |                |                |  |  | Tsutomu Fujimura Japon     | Tsutomu Fujimura Japon     | 0                          | 1            |              |   |                            |                            |                       |                  |                  |                  |  |  |             |             |             |             |             |
|  |                |                |                |                |                |  |  |                            |                            |                            |              |              |   | Justin Lester États-Unis   | Justin Lester États-Unis   | 2                     | 0                | 0                |                  |  |  |             |             |             |             |             |
|  |                |                |                |                |                |  |  |                            | Tamás Lőrincz Hongrie      | Tamás Lőrincz Hongrie      | 0            | 1            | 2 |                            |                            |                       |                  |                  |                  |  |  |             |             |             |             |             |
|  |                |                |                |                |                |  |  | Tamás Lőrincz Hongrie      | Tamás Lőrincz Hongrie      | 4                          | 2            |              |   |                            |                            |                       |                  |                  |                  |  |  |             |             |             |             |             |
|  |                |                |                |                |                |  |  | Frank Stäbler Allemagne    | Frank Stäbler Allemagne    | 1                          | 0            |              |   |                            |                            |                       |                  |                  |                  |  |  |             |             |             |             |             |
|  |                |                |                |                |                |  |  |                            |                            |                            |              |              |   |                            | Tamás Lőrincz Hongrie      | Tamás Lőrincz Hongrie | 3                | 4                |                  |  |  |             |             |             |             |             |
|  |                |                |                |                |                |  |  |                            | Manuchar Tskhadaia Géorgie | Manuchar Tskhadaia Géorgie | 0            | 0            |   |                            |                            |                       |                  |                  |                  |  |  |             |             |             |             |             |
|  |                |                |                |                |                |  |  | Pascal Strebel Suisse      | Pascal Strebel Suisse      | 0                          | 1            |              |   |                            |                            |                       |                  |                  |                  |  |  |             |             |             |             |             |
|  |                |                |                |                |                |  |  | Manuchar Tskhadaia Géorgie | Manuchar Tskhadaia Géorgie | 1                          | 5            |              |   |                            |                            |                       |                  |                  |                  |  |  |             |             |             |             |             |
|  |                |                |                |                |                |  |  |                            |                            |                            |              |              |   | Manuchar Tskhadaia Géorgie | Manuchar Tskhadaia Géorgie | 5                     | 1                |                  |                  |  |  |             |             |             |             |             |
|  |                |                |                |                |                |  |  |                            | Ashraf El-Gharably Égypte  | Ashraf El-Gharably Égypte  | 0            | 0            |   |                            |                            |                       |                  |                  |                  |  |  |             |             |             |             |             |
|  |                |                |                |                |                |  |  | Ashraf El-Gharably Égypte  | Ashraf El-Gharably Égypte  | 1                          | 1            | 3            |   |                            |                            |                       |                  |                  |                  |  |  |             |             |             |             |             |
|  |                |                |                |                |                |  |  | Orlando Huacón Équateur    | Orlando Huacón Équateur    | 1                          | 0            | 1            |   |                            |                            |                       |                  |                  |                  |  |  |             |             |             |             |             |
|  |                |                |                |                |                |  |  |                            |                            |                            |              |              |   |                            |                            |                       |                  |                  |                  |  |  |             |             |             |             |             |

### Bas de tableau
|  | Qualifications                 | Qualifications                 | Qualifications | Qualifications | Qualifications |  |  | 8e de finale                   | 8e de finale                   | 8e de finale                | 8e de finale | 8e de finale |   |                            | Quarts de finale           | Quarts de finale     | Quarts de finale | Quarts de finale | Quarts de finale |  |  | Demi-finale | Demi-finale | Demi-finale | Demi-finale | Demi-finale |
|  |                                |                                |                |                |                |  |  |                                |                                |                             |              |              |   |                            |                            |                      |                  |                  |                  |  |  |             |             |             |             |             |
|  |                                |                                |                |                |                |  |  |                                |                                |                             |              |              |   |                            |                            |                      |                  |                  |                  |  |  |             |             |             |             |             |
|  |                                |                                |                |                |                |  |  | Wuileixis Rivas Venezuela      | Wuileixis Rivas Venezuela      | 0                           | 0            |              |   |                            |                            |                      |                  |                  |                  |  |  |             |             |             |             |             |
|  |                                |                                |                |                |                |  |  | Steeve Guénot France           | Steeve Guénot France           | 1                           | 1            |              |   |                            |                            |                      |                  |                  |                  |  |  |             |             |             |             |             |
|  |                                |                                |                |                |                |  |  |                                |                                |                             |              |              |   | Steeve Guénot France       | Steeve Guénot France       | 3                    | 1                |                  |                  |  |  |             |             |             |             |             |
|  |                                |                                |                |                |                |  |  |                                | Saeid Abdevali Iran            | Saeid Abdevali Iran         | 0            | 0            |   |                            |                            |                      |                  |                  |                  |  |  |             |             |             |             |             |
|  |                                |                                |                |                |                |  |  | Atakan Yüksel Turquie          | Atakan Yüksel Turquie          | 0                           | 0            |              |   |                            |                            |                      |                  |                  |                  |  |  |             |             |             |             |             |
|  |                                |                                |                |                |                |  |  | Saeid Abdevali Iran            | Saeid Abdevali Iran            | 1                           | 3            |              |   |                            |                            |                      |                  |                  |                  |  |  |             |             |             |             |             |
|  |                                |                                |                |                |                |  |  |                                |                                |                             |              |              |   |                            | Steeve Guénot France       | Steeve Guénot France | 2                | 0                | 0                |  |  |             |             |             |             |             |
|  |                                |                                |                |                |                |  |  |                                | Kim Hyeon-Woo Corée du Sud     | Kim Hyeon-Woo Corée du Sud  | 1            | 1            | 1 |                            |                            |                      |                  |                  |                  |  |  |             |             |             |             |             |
|  |                                |                                |                |                |                |  |  | Pedro Mulens Cuba              | Pedro Mulens Cuba              | 0                           | 0            |              |   |                            |                            |                      |                  |                  |                  |  |  |             |             |             |             |             |
|  | Hovhannes Varderesyan Arménie  | Hovhannes Varderesyan Arménie  | 0              | 0              |                |  |  | Kim Hyeon-Woo Corée du Sud     | Kim Hyeon-Woo Corée du Sud     | 1                           | 1            |              |   |                            |                            |                      |                  |                  |                  |  |  |             |             |             |             |             |
|  | 'Kim Hyeon-Woo Corée du Sud    | 'Kim Hyeon-Woo Corée du Sud    | 1              | 3              |                |  |  |                                |                                |                             |              |              |   | Kim Hyeon-Woo Corée du Sud | Kim Hyeon-Woo Corée du Sud | 3                    | 1                |                  |                  |  |  |             |             |             |             |             |
|  | Edgaras Venckaitis Lituanie    | Edgaras Venckaitis Lituanie    | 5              | 0              | 1              |  |  |                                | Edgaras Venckaitis Lituanie    | Edgaras Venckaitis Lituanie | 0            | 0            |   |                            |                            |                      |                  |                  |                  |  |  |             |             |             |             |             |
|  | Mohamed Serir Algérie          | Mohamed Serir Algérie          | 0              | 1              | 0              |  |  | Edgaras Venckaitis Lituanie    | Edgaras Venckaitis Lituanie    | 0                           | 2            | 3            |   |                            |                            |                      |                  |                  |                  |  |  |             |             |             |             |             |
|  | Darkhan Bayakhmetov Kazakhstan | Darkhan Bayakhmetov Kazakhstan | 1              | 1              |                |  |  | Darkhan Bayakhmetov Kazakhstan | Darkhan Bayakhmetov Kazakhstan | 2                           | 0            | 0            |   |                            |                            |                      |                  |                  |                  |  |  |             |             |             |             |             |
|  | Aleksandar Maksimović Serbie   | Aleksandar Maksimović Serbie   | 0              | 0              |                |  |  |                                |                                |                             |              |              |   |                            |                            |                      |                  |                  |                  |  |  |             |             |             |             |             |

### Repêchage
|  | 1er tour de repêchage         | 1er tour de repêchage         | 1er tour de repêchage | 1er tour de repêchage | 1er tour de repêchage |  | 2e tour de repêchage        | 2e tour de repêchage        | 2e tour de repêchage | 2e tour de repêchage | 2e tour de repêchage |  | Combat pour la médaille de bronze | Combat pour la médaille de bronze | Combat pour la médaille de bronze | Combat pour la médaille de bronze | Combat pour la médaille de bronze |
|  |                               |                               |                       |                       |                       |  |                             |                             |                      |                      |                      |  |                                   |                                   |                                   |                                   |                                   |
|  |                               |                               |                       |                       |                       |  | Frank Stäbler Allemagne     | Frank Stäbler Allemagne     | 2                    | 5                    |                      |  | Frank Stäbler Allemagne           | Frank Stäbler Allemagne           | 0                                 | 1                                 |                                   |
|  |                               |                               |                       |                       |                       |  | Justin Lester États-Unis    | Justin Lester États-Unis    | 0                    | 0                    |                      |  | Manuchar Tskhadaia Géorgie        | Manuchar Tskhadaia Géorgie        | 1                                 | 2                                 |                                   |
|  |                               |                               |                       |                       |                       |  |                             |                             |                      |                      |                      |  |                                   |                                   |                                   |                                   |                                   |
|  | Hovhannes Varderesyan Arménie | Hovhannes Varderesyan Arménie | 0                     | 0                     |                       |  | Pedro Mulens Cuba           | Pedro Mulens Cuba           | 0                    | 2                    | 2                    |  | Pedro Mulens Cuba                 | Pedro Mulens Cuba                 | 0                                 | 0                                 |                                   |
|  | Pedro Mulens Cuba             | Pedro Mulens Cuba             | 1                     | 2                     |                       |  | Edgaras Venckaitis Lituanie | Edgaras Venckaitis Lituanie | 1                    | 0                    | 0                    |  | Steeve Guénot France              | Steeve Guénot France              | 4                                 | 3                                 |                                   |

## Classement final
| Rang                                | Athlète               | Pays         |
| ----------------------------------- | --------------------- | ------------ |
| Médaille d'or, Jeux olympiques      | Kim Hyeon-Woo         | Corée du Sud |
| Médaille d'argent, Jeux olympiques  | Tamás Lőrincz         | Hongrie      |
| Médaille de bronze, Jeux olympiques | Manuchar Tskhadaia    | Géorgie      |
| Médaille de bronze, Jeux olympiques | Steeve Guénot         | France       |
| 5e                                  | Frank Stäbler         | Allemagne    |
| 5e                                  | Pedro Mulens          | Cuba         |
| 7e                                  | Edgaras Venckaitis    | Lituanie     |
| 8e                                  | Justin Lester         | États-Unis   |
| 9e                                  | Darkhan Bayakhmetov   | Kazakhstan   |
| 10e                                 | Ashraf El-Gharably    | Égypte       |
| 11e                                 | Saeid Abdevali        | Iran         |
| 12e                                 | Orlando Huacón        | Équateur     |
| 13e                                 | Tsutomu Fujimura      | Japon        |
| 13e                                 | Mohamed Serir         | Algérie      |
| 15e                                 | Pascal Strebel        | Suisse       |
| 16e                                 | Aleksandar Maksimović | Serbie       |
| 16e                                 | Wuileixis Rivas       | Venezuela    |
| 18e                                 | Atakan Yüksel         | Turquie      |
| 19e                                 | Hovhannes Varderesyan | Arménie      |